# ? (食堂)

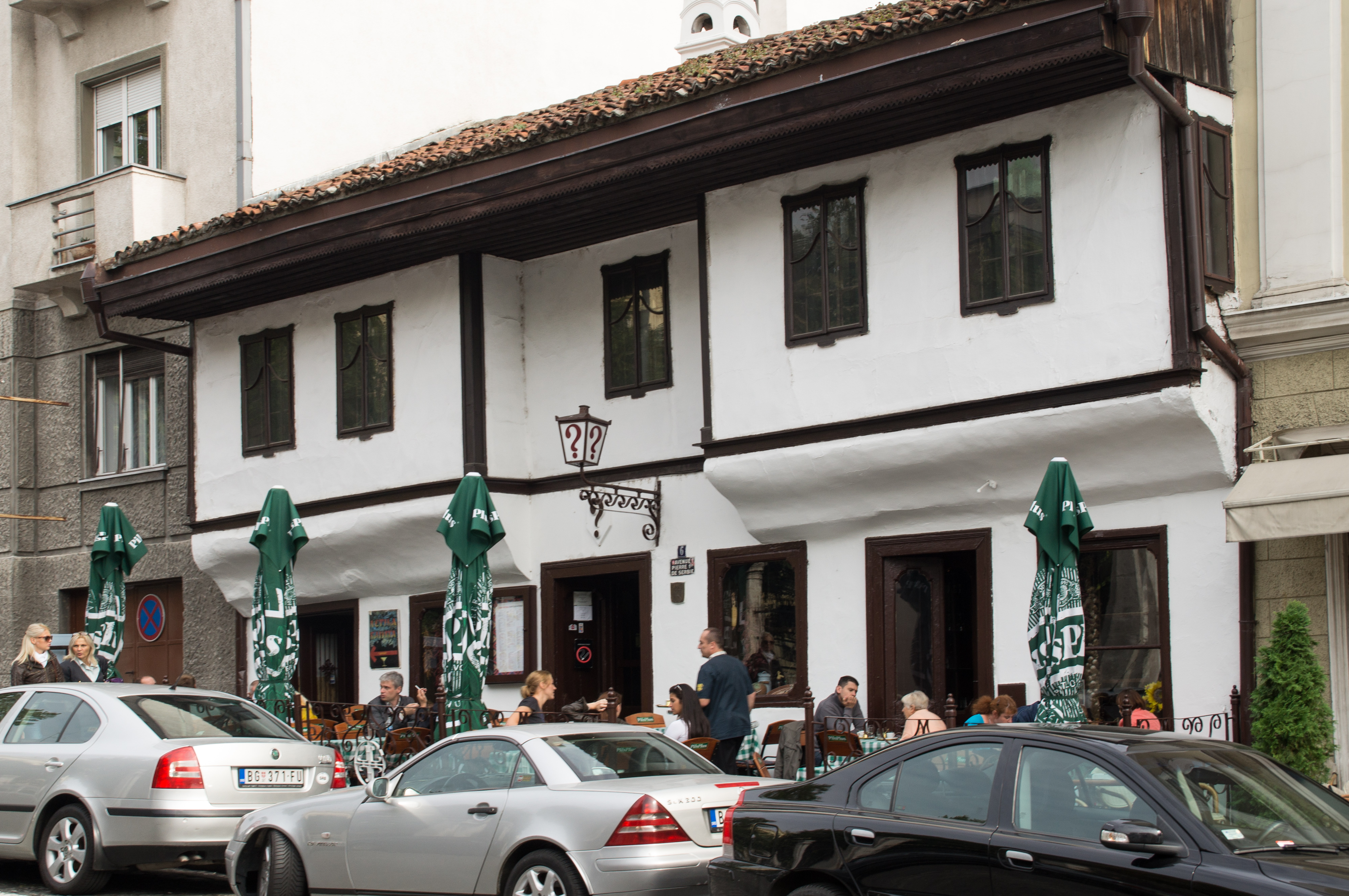
「?（ズナク・ピタニャ）」の入り口。2006年撮影。

?（ズナク・ピタニャ、セルビア語:Кафана "Знак питања" / Kafana "Znak pitanja"）は、ベオグラードで最も古い、伝統的レストラン、あるいはカファナ（大衆食堂）である。ペータル1世通りに面しており、食堂とその建物は200年ほどの歴史を持つ、ベオグラードのランドマークの一つである。伝統的な料理が出され、スタログラドスカ・ムジカ（Starogradska muzika）と呼ばれる伝統音楽が演奏される。

## 歴史
ペータル1世通りに面するこの建物は1823年にミロシュ・オブレノヴィッチの所有物として建てられ、ナウム・イチュコ（Naum Ičko）に与えられた。その風変わりな名前は1892年に付けられたものである。これは、それ以前の名称であった「Код саборне цркве」（大聖堂のとなり）という名前をめぐるセルビア正教会との論争によるものであった。食堂の所有者はそれまでの名前に代えて、疑問符をドアに掲げ、やがてこれが正式な店名となった。

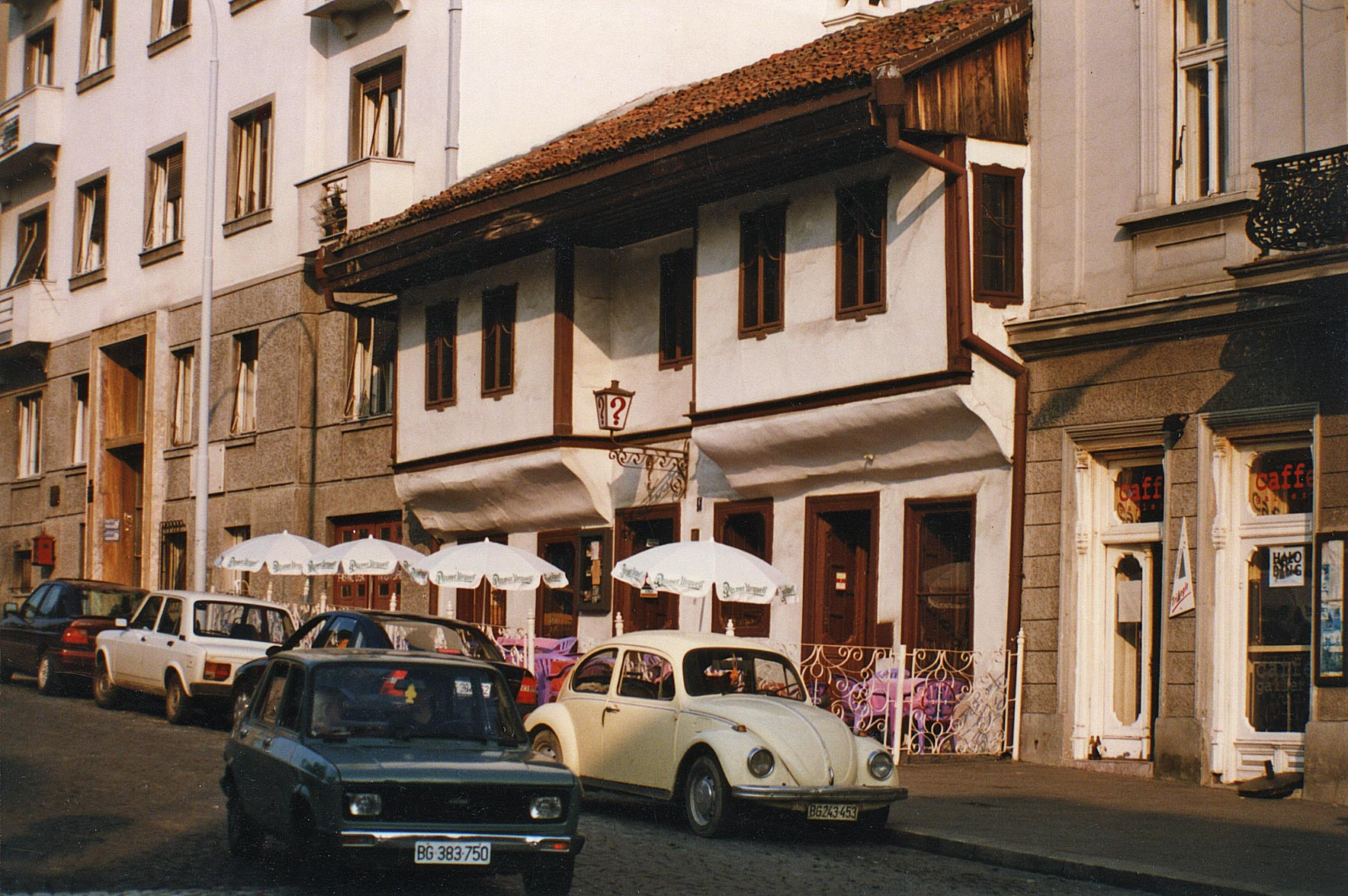
外観（1996年撮影）
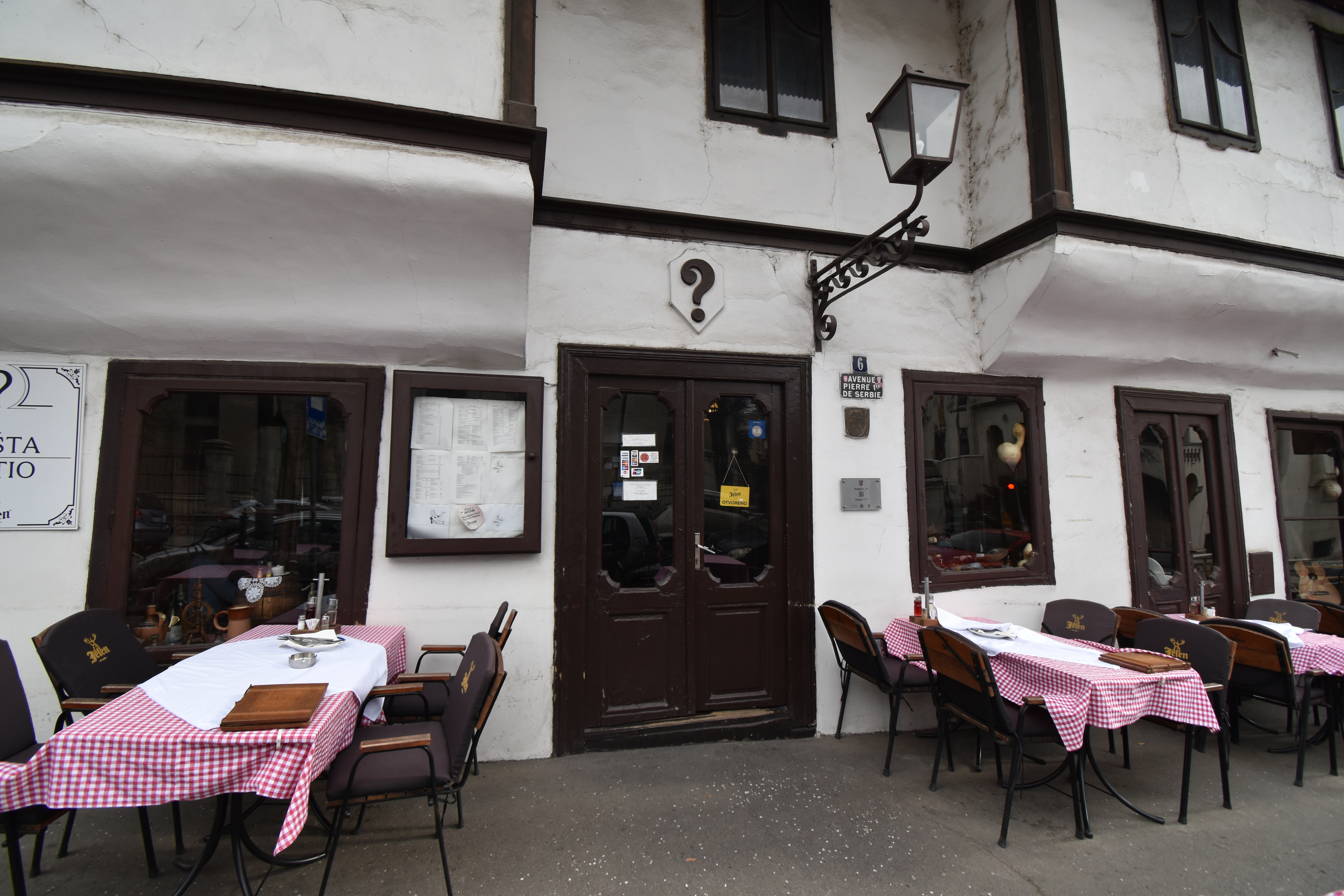
外観・入口付近（2024年撮影）
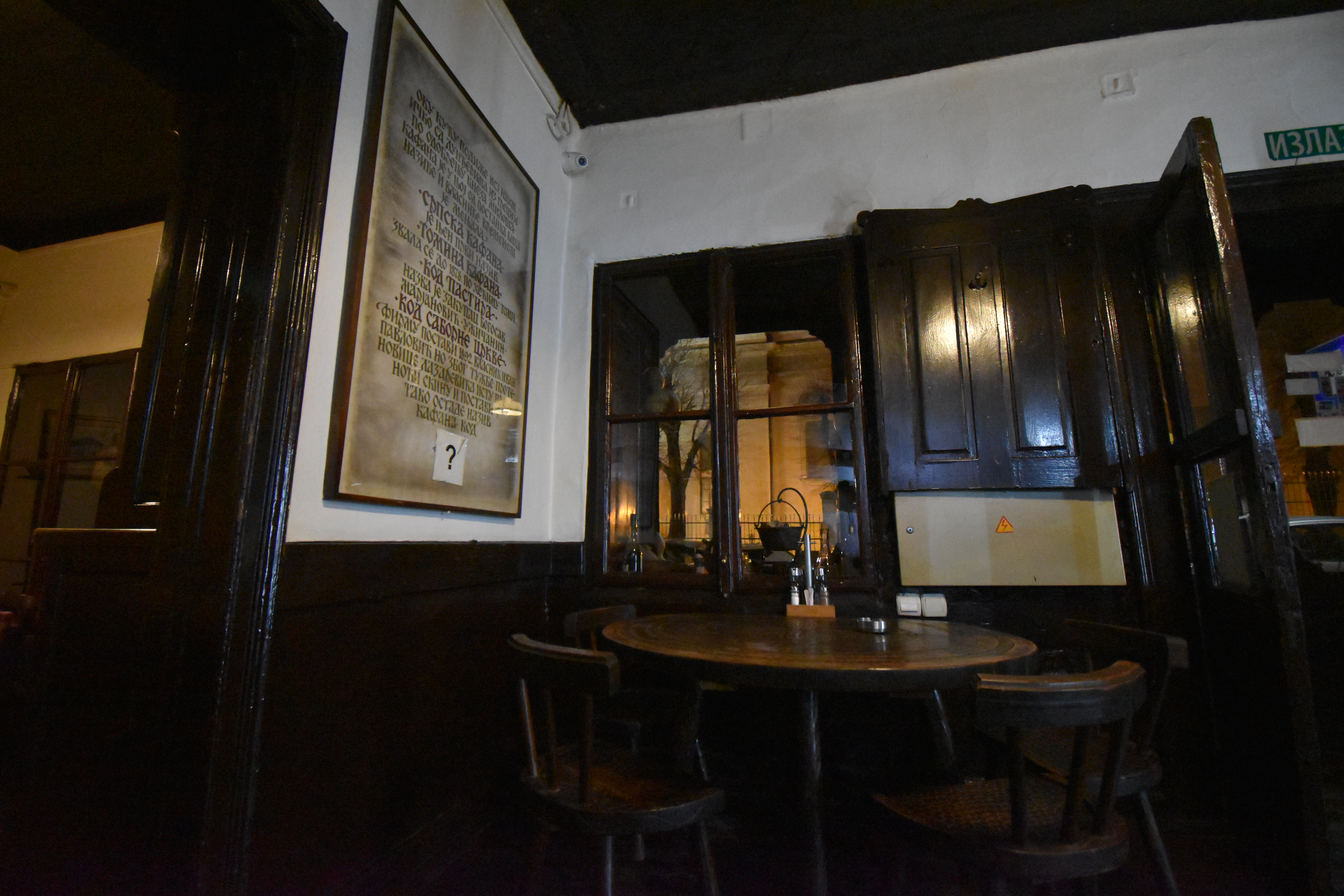
内装
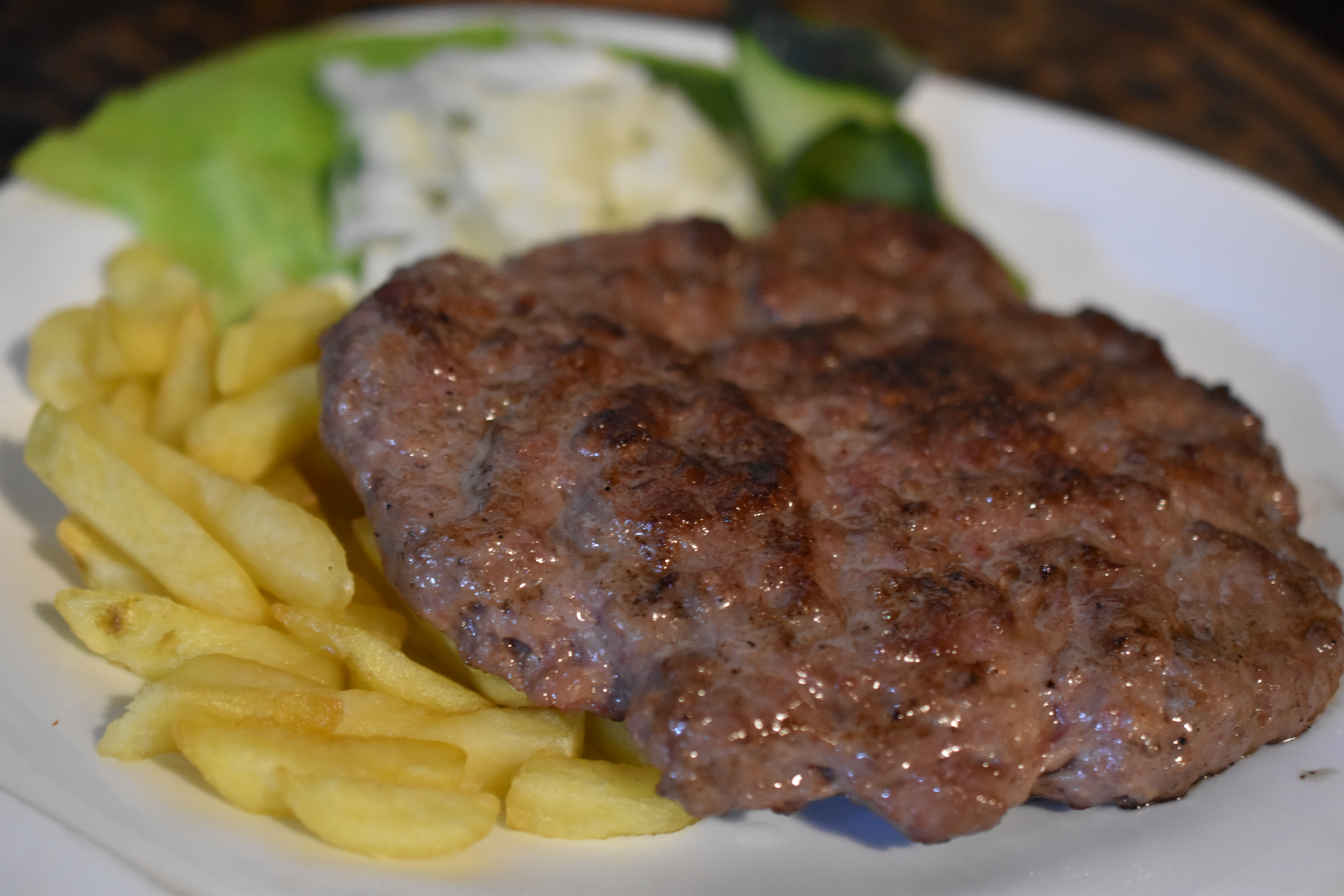
プレスカヴィツァ

食堂はイヴァン・パヴロヴィッチ（Ivan Pavlović）が所有していたが、1959年にユーゴスラビア連邦の共産主義政府によって国有化された。

## 論争
2005年、セルビア政府は「?」の民営化の意向を表明したが、食堂の従業員や多くの著名人（食堂をよく利用しているジャーナリストなど）、市民団体からの強い反対を受けた。セルビア政府は2007年2月、国営企業の民営化プロセスからこの食堂を外すことを最終的に決定した。2,563人が「?」の民営化に反対する署名を行った。